# Origin of Symmetry
Origin of Symmetry è il secondo album in studio del gruppo musicale britannico Muse, pubblicato il 17 luglio 2001 dalla Mushroom Records.
Coprodotto da David Bottrill, John Leckie (il quale collaborò nel precedente album) e dai Muse stessi, il titolo dell'album deriva da un concetto proposto da Michio Kaku nel suo libro Hyperspace che si basa sulla teoria delle stringhe.
L'album raggiunse la terza posizione nella Official Albums Chart e vendette 600 000 copie nel Regno Unito, venendo certificato doppio disco di platino dalla BPI.

## Descrizione
L'album è il risultato del cambiamento che il gruppo ha subito durante il loro primo e intenso tour per la promozione del precedente lavoro: è più orientato su riff e assoli di chitarra, risultando leggermente più pesante di Showbiz, e orientandosi in uno stile hard rock. L'idea dei Muse era quello di presentare al pubblico il loro lato più eccentrico, avvalendosi anche di strumenti come l'organo, il vibrafono o il clavicembalo.
New Born, Bliss, Plug in Baby e Darkshines vennero registrate con uno dei produttori, David Bottrill, verso la fine del 2000 in uno studio di registrazione nel Surrey in una sessione di pochi giorni e costituiscono la parte più sperimentale del disco. Inoltre, l'album venne accolto con giudizi prevalentemente positivi e nel 2006 guadagnò la posizione 74 nella classifica della rivista Q come uno dei 100 migliori album di tutti i tempi.
Il 18 agosto 2009, per commemorare il decimo anniversario dalla pubblicazione di Showbiz, Origin of Symmetry fu ripubblicato in Europa e nell'America del Nord nel formato LP sotto l'etichetta Warner Music Group. Il 18 giugno 2021 il gruppo ha pubblicato un'edizione remixata e rimasterizzata del disco, caratterizzata anche da una nuova copertina e dalla presenza di Futurism nella lista tracce.

## Tracce
Testi e musiche di Matthew Bellamy, eccetto dove indicato.
1. New Born – 6:03
2. Bliss – 4:12
3. Space Dementia – 6:20
4. Hyper Music – 3:12
5. Plug in Baby – 3:38
6. Citizen Erased – 7:21
7. Micro Cuts – 3:38
8. Screenager – 4:20
9. Darkshines – 4:46
10. Feeling Good – 3:18 (Anthony Newley, Leslie Bricusse)
11. Megalomania – 4:39

Edizioni giapponese e LP 2021
1. Futurism – 3:26
2. Megalomania – 4:39

## Formazione
Gruppo
- Matthew Bellamy – voce, chitarra, tastiere varie, arrangiamento strumenti ad arco
- Chris Wolstenholme – basso, cori, vibrafono
- Dominic Howard – batteria, percussioni varie

Altri musicisti
- Sara Herbert – violino
- Jacqueline Norrie – violino
- Clare Finnmore – viola
- Caroline Lavelle – violoncello, violoncello improvvisato (traccia 10)

Produzione
- David Bottrill – produzione e ingegneria del suono (tracce 1, 2, 5 e 9)
- Muse – produzione, missaggio
- Steve Cooper – ingegneria del suono aggiuntiva (tracce 1, 2, 5 e 9)
- John Leckie – produzione e ingegneria del suono (tracce 3, 4, 6-8, 10 e 11)
- Ric Peet – ingegneria del suono (tracce 3, 4, 6-8, 10 e 11)
- Chris Brown – ingegneria del suono aggiuntiva e programmazione (tracce 3, 4, 6-8, 10 e 11)
- John Cornfield – missaggio
- Ray Staff – mastering
- Safta Jaffery – produzione esecutiva
- Dennis Smith – produzione esecutiva

## Classifiche
| Classifica (2001-10)       | Posizione massima |
| -------------------------- | ----------------- |
| Australia                  | 22                |
| Austria                    | 7                 |
| Belgio (Fiandre)           | 9                 |
| Belgio (Vallonia)          | 2                 |
| Finlandia                  | 30                |
| Francia                    | 2                 |
| Germania                   | 17                |
| Italia                     | 5                 |
| Norvegia                   | 11                |
| Nuova Zelanda              | 43                |
| Paesi Bassi                | 19                |
| Regno Unito                | 3                 |
| Regno Unito (rock & metal) | 1                 |
| Stati Uniti                | 161               |
| Svizzera                   | 14                |